# Demografia
Demografia – dziedzina nauki zajmująca się powstawaniem, życiem i przemijaniem społeczności ludzkiej. Obejmuje m.in. takie zagadnienia jak: przyrost naturalny, migracje, struktura społeczna (wiek, płeć, przynależność zawodowa, narodowość, wyznanie) oraz ich rozmieszczenie przestrzenne i oddziaływania społeczne i socjologiczne.

## Historia
Początki demografii to XVII w. – w r. 1662 pojawiło się opracowanie Johna Graunta „Natural and Political Observations ... upon the Bills of Mortality” utrzymane w formie prymitywnych, matematycznych tabeli, podobnych do tych, które później tworzył Edmond Halley, jako podstawę obliczeń prawdopodobieństw dla tworzonych właśnie ubezpieczeń na życie. Pod koniec XVIII wieku Thomas Malthus twierdził, że niekontrolowany przyrost naturalny prowadzić będzie do wykładniczego wzrostu liczby ludności i związanej z tym klęski głodu, spowodowanej dyskrepancją pomiędzy wzrostem populacji a przyrostem produkcji żywności. (zobacz pułapka maltuzjańska, statyczna teoria zasobów). Thomas Malthus jest uważany za ojca teorii przeludnienia, która była rozwijana i urealistyczniana w późniejszych opracowaniach (np. Gompertza i Verhulsta).

## Obiekt badań
- Ludność sama w sobie i jej grupy (np. ludność zamieszkująca dany teren, ludność przebywająca na danym terenie w ciągu dnia lub nocy).
- Struktura ludności (wiek, płeć, narodowość, liczebność rodzin).
- Ruchy ludności (mobilność, naturalne saldo ludności, saldo migracji).
- Historia demografii (np. historyczny ruch naturalny).

## Metodyka

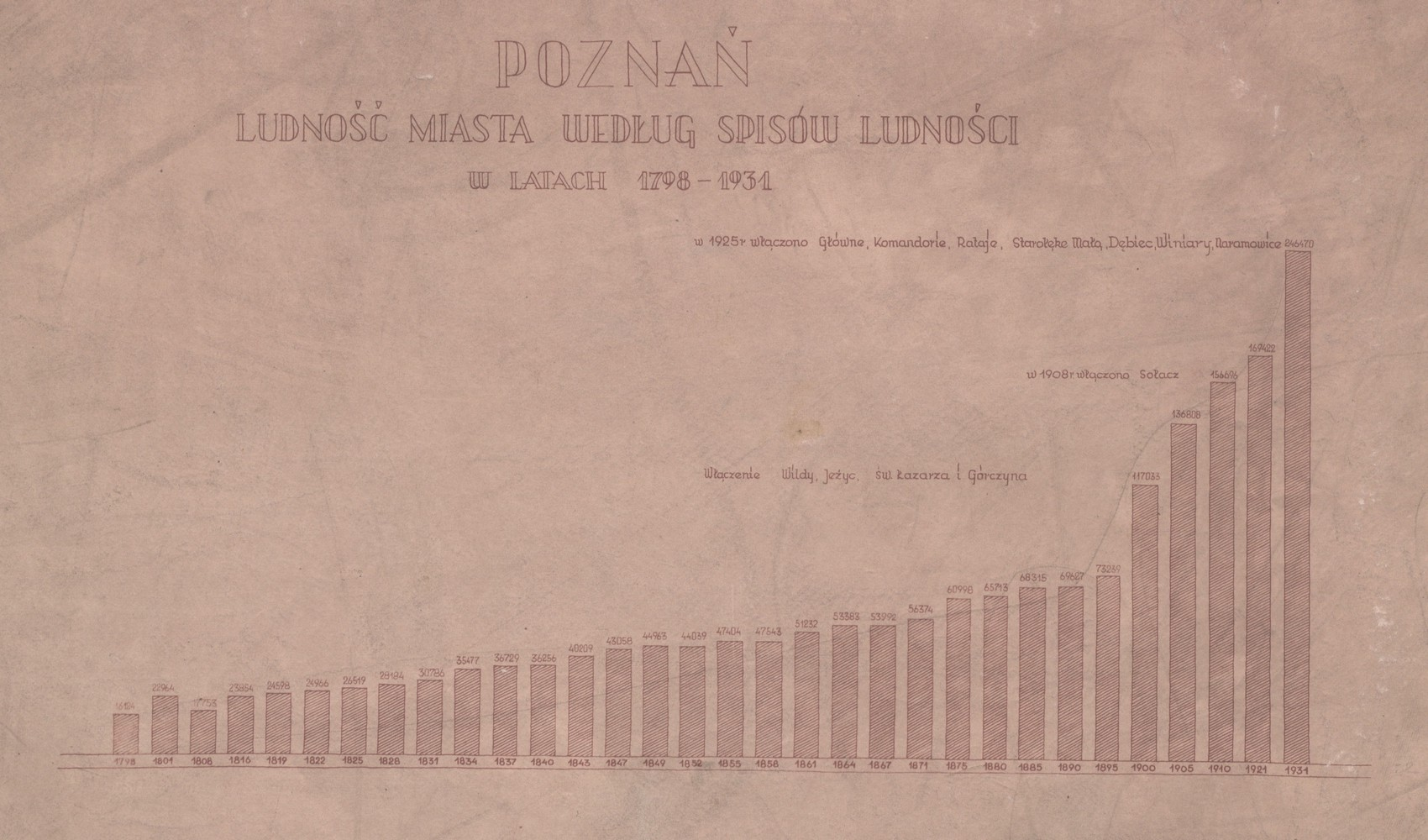
Przykład graficznego obrazowania danych (ludność Poznania w latach 1798–1931, zbiory Archiwum Państwowego w Poznaniu)

Demografia uzyskuje dane do swych badań z publikacji statystycznych, reprezentatywnych prób statystycznych i ze spisów ludności.
Do badań nad procesami demograficznymi używa się między innymi statystyk meldunkowych, z których uzyskuje się np. współczynnik urodzeń, współczynnik zgonów, współczynnik przyrostu naturalnego, współczynnik dzietności, saldo migracji, oczekiwaną długość życia itp.
Typowe dla demografii jest również graficzne obrazowanie danych (np. piramida płci i wieku).
W demografii historycznej, czyli przed rokiem 1850 używa się rejestrów parafialnych, kościelnych spisów wiernych, spisów podatkowych, rachunków dóbr wielkiej własności itp.

## Rozwój demograficzny

### Modele transformacji demograficznej
Model transformacji demograficznej (ang. demographic transition), zwany również przejściem demograficznym, nie jest teorią w znaczeniu ściśle naukowym, lecz opisem modelowym przejścia od wysokich do niskich współczynników śmiertelności i urodzeń oraz wynikającej z nich zmiany przyrostu naturalnego.
Pierwszymi, którzy stworzyli podstawy tego modelu, byli Thompson (1929) i Notestein (1945). Ich prace zostały później rozwinięte, zmodyfikowane i polepszone przez innych autorów.
Model transformacji znajduje zastosowanie np. przy:
- ideowym opisie zmiany umieralności i dzietności w zachodnich krajach uprzemysłowionych (przede wszystkim Anglii i Szwecji)
- typologizowaniu krajów pod względem stanu ich demograficznego rozwoju i szukaniu przyczyn przyspieszenia lub spowolnienia transformacji demograficznej w danym kraju.

#### Model 4-fazowy

Model 4-fazowy transformacji demograficznej

Pierwotny model transformacji był podzielony na 4 fazy:
1. faza (high stationary)
  - mocno wahające się, pozostające na wysokim poziomie i leżące blisko siebie wskaźniki urodzin i zgonów,
  - śladowy przyrost naturalny, przy szybkiej wymianie pokoleń.
  - współczynnik dzietności: 6
  - przeciętna długość życia: < 45 lat
2. faza (early expanding)
  - nożyce demograficzne otwierają się poprzez spadek wskaźnika umieralności przy stałym poziomie urodzeń,
  - rosnący przyrost naturalny.
  - współczynnik dzietności: 4,5–6
  - przeciętna długość życia: 45–55 lat
3. faza (late expanding)
  - nożyce demograficzne zamykają się w wyniku zmniejszenia liczby urodzeń, która maleje szybciej niż liczba zgonów,
  - przyrost naturalny spada, zbliża się do zera.
  - współczynnik dzietności: 3–4,5
  - przeciętna długość życia: 55–65 lat
4. faza (low stationary)
  - słabo wahające się, pozostające na niskim poziomie i leżące blisko siebie wskaźniki urodzin i zgonów,
  - zerowy przyrost naturalny, mała wymiana pokoleń.
  - współczynnik dzietności: < 3
  - przeciętna długość życia: > 65 lat

#### Model 5-fazowy

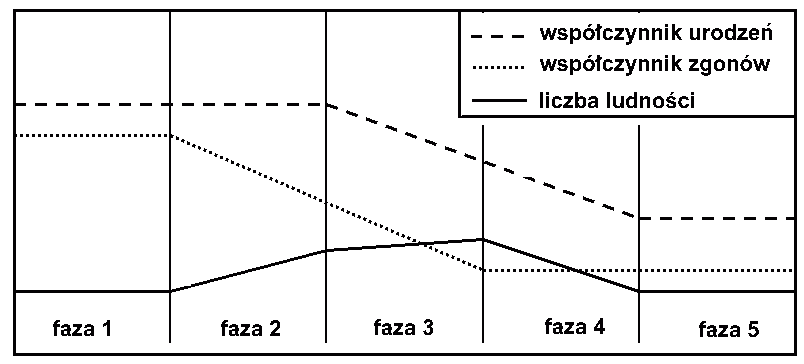
Model 5-fazowy transformacji demograficznej

Dla lepszego zrozumienia i poprawy opisu zmian zachodzących w populacji stworzono Model transformacji demograficznej (theory of demographic transition). Model ten dzieli transformację (zmianę) zachodzącą w populacji na 5 faz. Są to:
1. faza pretransformacyjna, w której współczynnik urodzeń i współczynnik zgonów są wysokie, a współczynnik przyrostu naturalnego lekko dodatni,
2. faza wczesnej transformacji – współczynnik zgonów maleje, podczas gdy współczynnik urodzeń pozostaje wysoki, malejąc dopiero pod koniec fazy. Faza ta wiąże się z intensywnym wzrostem liczby ludności. W Europie miała ona miejsce na początku rewolucji przemysłowej.
3. środkowa faza transformacji – współczynnik urodzeń maleje, jednakże nie tak szybko jak współczynnik zgonów. Fazy wczesna i środkowa to fazy szybkiego wzrostu ludności. Uśredniając populacje wszystkich krajów można zauważyć, że ludność świata zbliża się właśnie do końca fazy środkowej.
4. późna faza transformacji – współczynnik zgonów i współczynnik urodzeń wolno maleją, liczba ludności stabilizuje się,
5. faza posttransformacyjna – współczynnik zgonów i współczynnik urodzeń stabilizują się na niskim poziomie. Liczba ludności pozostaje stała lub spada. Oczekiwana długość życia jest wysoka, co powoduje wzrost średniej wieku i duży odsetek ludzi starych.

#### Zmienny model transformacji demograficznej

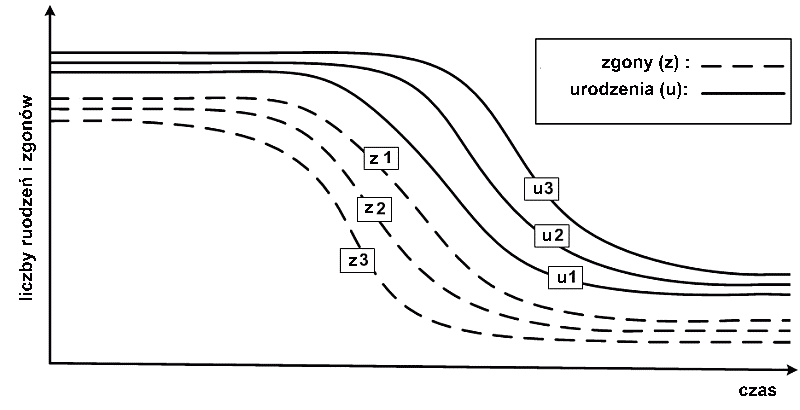
Model zmienny transformacji demograficznej

Empirycznie stwierdzona transformacja demograficzna (przechodzenie od wysokich do niskich wskaźników urodzeń i zgonów) nie przebiegała identycznie we wszystkich krajach Europy. W Anglii trwała ona np. ok. 200 lat, podczas gdy w krajach takich jak Holandia czy Niemcy – ok. 70–90 lat. Nie tylko czas trwania, lecz również rozbieżność (nożyce) pomiędzy wskaźnikami urodzeń i zgonów były spore. Wyjątek stanowiła np. Francja, gdzie obniżenie wskaźników urodzeń i zgonów przebiegło niemal równocześnie, co przejawiło się niemal stałą liczbą ludności, w przeciwieństwie do innych krajów Europy, gdzie notowano spore przyrosty i tym samym otwarcie nożyc.
By lepiej opisać tego typu odchylenia, rozwinięto w latach 1980. zmienny model transformacji demograficznej. Przedstawiając liczne krzywe dla urodzeń (u1, u2 i u3) i zgonów (z1, z2 i z3) o różnym nachyleniu, można na jednym modelu śledzić różne procesy transformacji demograficznej.
Przykładowo:
- przebieg francuski przedstawiają blisko leżące krzywe z1 i u1
- przebieg niemiecki i holenderski – krzywe z2 i u2.
- przebieg w krajach Trzeciego Świata przedstawiają leżące daleko od siebie krzywe z3 i u3.

### Regiony

#### Polska
W okresie kształtowania się państwowości Polska obejmowała swym zasięgiem ziemie o powierzchni ponad ćwierć miliona km² z przeszło milionem mieszkańców. Za czasów Kazimierza Wielkiego obszar państwa (około 270 tys. km²) zamieszkiwało ponad 2,5 miliona osób. Dopiero unia z Litwą przyniosła radykalny przyrost demograficzny i terytorialny. Za czasów Batorego obszar państwa zbliżył się do 1 miliona km², zaś ludność w końcu XVI wieku prawdopodobnie osiągnęła 9 milionów. W chwili utraty niepodległości wielonarodowościowe państwo liczyło co najmniej 13-14 milionów mieszkańców, przy czym przez cały okres wspólnej państwowości z Litwą znaczną część ludności stanowiły osoby posługujące się innym językiem niż polski (w końcu XVIII wieku było ich ok. 60%). Po odzyskaniu niepodległości w granicach Polski znalazło się kilka milionów osób o innej niż polska narodowości, tak więc Polska przed II wojną światową była krajem wielonarodowościowym, gdzie mniejszości stanowiły powyżej 1/3 ludności. W okresie między 1921 rokiem a wybuchem II wojny światowej, liczba ludności wzrosła z 27,2 mln do 35,2 mln. Jednak zmiany granic Polski po wojnie oraz przesiedlenia sprawiły, że obecnie Polska jest krajem nieomalże jednolitym etnicznie. Wszystkie mniejszości narodowe łącznie nie przekraczają 3% ludności.
Polacy należą do ludów słowiańskich. Posługują się językiem polskim, należącym do rodziny języków słowiańskich. Dla części Polaków językiem ojczystym jest blisko z nim spokrewniony język kaszubski. Język polski jest językiem urzędowym kraju, jakkolwiek prawo gwarantuje mniejszościom narodowym używanie ich własnych języków, zwłaszcza na obszarach, gdzie występują ich większe skupiska. Według Narodowego Spisu Powszechnego (2002) 97,8% mieszkańców Polski używa w domu języka polskiego. Najbardziej popularne języki mniejszości to: niemiecki, ukraiński, białoruski, cygański, rosyjski, litewski i łemkowski.
| Liczba ludności                   | 38 161 300                                     |
| Ludność według wieku              |                                                |
| 0 – 14 lat                        | 16,7% (mężczyzn 3 319 176; kobiet 3 150 859)   |
| 15 – 64 lat                       | 70,3% (mężczyzn 13 506 153; kobiet 13 638 265) |
| ponad 64 lata                     | 13% (mężczyzn 1 912 431; kobiet 3 108 260)     |
| Średnia wieku                     |                                                |
| W całej populacji                 | 36,43 lat                                      |
| Mężczyzn                          | 34,52 lat                                      |
| Kobiet                            | 38,49 lat                                      |
| Przyrost naturalny                | -0,03% (I półrocze 2005: GUS)                  |
| Współczynnik urodzeń              | 10,78 urodzeń/1000 mieszkańców                 |
| Współczynnik zgonów               | 10,01 zgonów/1000 mieszkańców                  |
| Współczynnik migracji             | -0,49 migrantów/1000 mieszkańców               |
| Ludność według płci               |                                                |
| przy narodzeniu                   | 1,06 mężczyzn/kobiet                           |
| poniżej 15 lat                    | 1,05 mężczyzn/kobiet                           |
| 15 – 64 lat                       | 0,99 mężczyzn/kobiet                           |
| powyżej 64 lat                    | 0,62 mężczyzn/kobiet                           |
| w całej populacji                 | 0,94 mężczyzn/kobiet                           |
| Umieralność niemowląt             |                                                |
| W całej populacji                 | 8,51 śmiertelnych/1000 żywych                  |
| płci męskiej                      | 9,59 śmiertelnych/1000 żywych                  |
| płci żeńskiej                     | 7,37 śmiertelnych/1000 żywych                  |
| Oczekiwana długość życia          |                                                |
| W całej populacji                 | 74,74 lat                                      |
| Mężczyzn                          | 70,71 lat                                      |
| Kobiet                            | 79,03 lat                                      |
| Rozrodczość                       | 1,39 urodzeń/kobietę                           |
| Współczynnik dorosłych z HIV/AIDS | 0,1% (2001)                                    |
| Liczba osób żyjących z HIV/AIDS   | 14 000 (2003)                                  |
| Liczba zmarłych na HIV/AIDS       | 100 (2001)                                     |

Według Światowej Organizacji Zdrowia (WHO), 2003:
- Oczekiwana długość życia w chwili urodzenia dla całej populacji: Polska zajmuje 28. miejsce w Europie (na 52, łącznie z azjatyckimi państwami b. ZSRR). W całej populacji: 75 lat, w tym: mężczyźni 71 lat, kobiety 79 lat[1]
- Pod względem oczekiwanej długości życia mężczyzn, Polska jest również na 28. miejscu w Europie[2]
- Śmiertelność chłopców poniżej 5 roku życia: 25. miejsce w Europie (9 na 1000; dziewczynki 7 na 1000)[1]
- Śmiertelność dorosłych mężczyzn (15–59 lat): 20. miejsce w Europie (202 na 1000; kobiety 81 na 1000)[3]
- Oczekiwane dalsze trwanie życia w zdrowiu osób w wieku 60 lat (2002): 28. miejsce w Europie. Mężczyźni: 17,3 lat, kobiety: 22,17 lat[4]

#### Europa

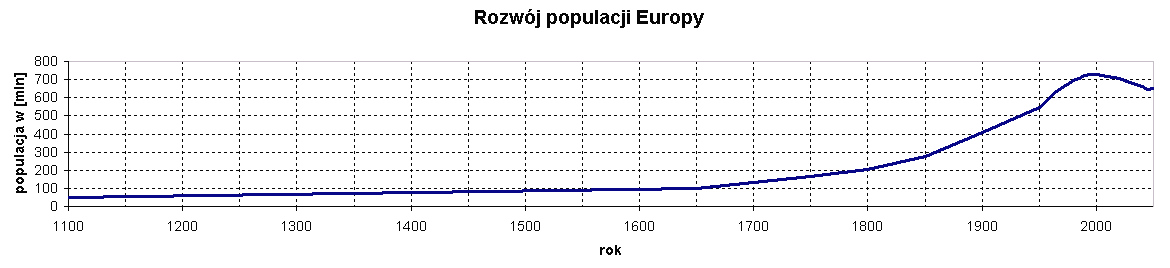
Rozwój demograficzny Europy w latach 1100–2050 (od 2005 prognozowany)

Europa z 724 mln (stan 2005) mieszkańców jest trzecim co do liczby ludności kontynentem po Azji i Afryce i należy do najgęściej zaludnionych części naszej planety. Średnia gęstość zaludnienia w Europie wynosi ok. 70 mieszkańców/km². Największą gęstość zaludnienia na kontynencie mają kraje Europy zachodniej, środkowej i południowej, maleje ona na północy i wschodzie kontynentu (kraje skandynawskie i Rosja).

#### Świat
Z perspektywy światowej poważnym problemem jest zjawisko eksplozji demograficznej, co ostatecznie grozi przeludnieniem naszej planety. Źródłem problemu jest wysoki przyrost naturalny przy malejącym współczynniku zgonów w wielu krajach (szczególnie afrykańskich i azjatyckich). Niektóre z nich próbowały i próbują nadal prowadzić aktywną ogólnokrajową kontrolę urodzin (np. poprzez wysokie podatki za drugie dziecko w Chinach).

### Dane statystyczne i prognozy
Poniższa tabela przedstawia rozwój demograficzny ludności w poszczególnych regionach świata w latach 1750–2050 w tys., przy czym lata po roku 2005 podają wartości prognozowane.
| Rok  | Świat     | Afryka    | Azja      | Europa  | Ameryka Pn. | Ameryka Pd. | Oceania |
| ---- | --------- | --------- | --------- | ------- | ----------- | ----------- | ------- |
| 1750 | 791 000   | 106 000   | 502 000   | 163 000 | 16 000      | 2000        | 2000    |
| 1800 | 978 000   | 107 000   | 635 000   | 203 000 | 24 000      | 7000        | 2000    |
| 1850 | 1 262 000 | 111 000   | 809 000   | 276 000 | 38 000      | 26 000      | 2000    |
| 1900 | 1 650 000 | 133 000   | 947 000   | 408 000 | 74 000      | 82 000      | 6000    |
| 1950 | 2 518 629 | 221 214   | 1 398 488 | 547 403 | 167 097     | 171 616     | 12 812  |
| 1955 | 2 755 823 | 246 746   | 1 541 947 | 575 184 | 190 797     | 186 884     | 14 265  |
| 1960 | 3 021 475 | 277 398   | 1 701 336 | 604 401 | 218 300     | 204 152     | 15 888  |
| 1965 | 3 334 874 | 313 744   | 1 899 424 | 634 026 | 250 452     | 219 570     | 17 657  |
| 1970 | 3 692 492 | 357 283   | 2 143 118 | 655 855 | 284 856     | 231 937     | 19 443  |
| 1975 | 4 068 109 | 408 160   | 2 397 512 | 675 542 | 321 906     | 243 425     | 21 564  |
| 1980 | 4 434 682 | 469 618   | 2 632 335 | 692 431 | 361 401     | 256 068     | 22 828  |
| 1985 | 4 830 979 | 541 814   | 2 887 552 | 706 009 | 401 469     | 269 456     | 24 678  |
| 1990 | 5 263 593 | 622 443   | 3 167 807 | 721 582 | 441 525     | 283 549     | 26 687  |
| 1995 | 5 674 380 | 707 462   | 3 430 052 | 727 405 | 481 099     | 299 438     | 28 924  |
| 2000 | 6 070 581 | 795 671   | 3 679 737 | 727 986 | 520 229     | 315 915     | 31 043  |
| 2005 | 6 453 628 | 887 964   | 3 917 508 | 724 722 | 558 281     | 332 156     | 32 998  |
| 2010 | 6 830 283 | 984 225   | 4 148 948 | 719 714 | 594 436     | 348 139     | 34 821  |
| 2015 | 7 197 247 | 1 084 540 | 4 370 522 | 713 402 | 628 260     | 363 953     | 36 569  |
| 2020 | 7 540 237 | 1 187 584 | 4 570 131 | 705 410 | 659 248     | 379 589     | 38 275  |
| 2025 | 7 851 455 | 1 292 085 | 4 742 232 | 696 036 | 686 857     | 394 312     | 39 933  |
| 2030 | 8 130 149 | 1 398 004 | 4 886 647 | 685 440 | 711 058     | 407 532     | 41 468  |
| 2035 | 8 378 184 | 1 504 179 | 5 006 700 | 673 638 | 731 591     | 419 273     | 42 803  |
| 2040 | 8 593 591 | 1 608 329 | 5 103 021 | 660 645 | 747 953     | 429 706     | 43 938  |
| 2045 | 8 774 394 | 1 708 407 | 5 175 311 | 646 630 | 759 955     | 439 163     | 44 929  |
| 2050 | 8 918 724 | 1 803 298 | 5 217 202 | 653 323 | 767 685     | 447 931     | 45 815  |